# Denis Lowe
Denis S. Lowe ist ein klinischer Psychologe, Entwicklungspsychologe und Politiker aus Barbados von der Democratic Labour Party (DLP), der von 2008 bis 2018 Mitglied des House of Assembly sowie seit 2008 Minister für Umwelt und Entwässerung im Kabinett von Premierminister von Barbados Freundel Stuart war.

## Leben

### Studium, Forscher und klinischer Psychologe
Lowe begann nach dem Schulbesuch ein Studium der Psychologie, das er 1984 mit einem Bachelor of Science (B. Sc. Psychology) beendete. Ein darauf folgendes postgraduales Studium im Fach Pädagogik mit dem Schwerpunkt Entwicklungspsychologie sowie den Nebenfächern sozialwissenschaftliche Forschung und politische Entwicklung an der University of Cincinnati schloss er 1985 mit einem Master of Science (M. Sc. Education) ab. 1989 erwarb er schließlich einen Doktor der Pädagogik an der University of Cincinnati, wobei er diesmal den Schwerpunkt auf Entwicklungspsychologie mit dem Nebenfach Bildungsforschung legte. 
Nach einer Tätigkeit als Forscher im Bereich der sozialen Entwicklung an der University of Cincinnati sowie in Ohio wurde er Geschäftsführender Direktor und Leitender Berater von Life View International. Daneben hielt er zahllose Vorträge zu Themen wie Suchtmittelmissbrauch während der Schwangerschaft, Vorteile von Karrieren in der Bildung, Grundlagen produktiven Lebens sowie Stressmanagement. Daneben arbeitete Lowe zwischen 1988 und 1996 an zahlreichen Forschungsprojekten mit, die sich mit Themen wie Kokaingebrauch während der Schwangerschaft, Krisensituationen bei Teenagern, gemeindliche Einbindung im Kampf gegen Suchtmittelmissbrauch und dem Sozialklima in integrierten Schulen befassten. Daneben erhielt er eine Lizenzierung als klinischer Psychologe in Barbados sowie ein Zertifikat als HIV-AIDS-Berater vom US-amerikanischen Roten Kreuzes und der Medizinischen Fakultät der Drew University. 

### Abgeordneter und Minister
Bei den Wahlen vom 15. Januar 2008 wurde Lowe als Kandidat der Democratic Labour Party (DLP) erstmals zum Mitglied der Legislative Assembly gewählt und vertritt dort seither den Wahlkreis Christ Church East.
Er wurde von Premierminister David Thompson danach im Januar 2008 zunächst zum Minister für Soziale Pflege, Stärkung der Wahlkreise und Gemeindeentwicklung (Minister of Social Care, Constituency Empowerment and Urban Development) in dessen Kabinett berufen. Im Rahmen einer Kabinettsumbildung wurde er am 24. November 2008 zum Minister für Umwelt, Entwässerung und Wasserressourcen (Minister of the Environment, Drainage and Water Resources) ernannt und bekleidete dieses Amt seit dem 23. Oktober 2010 auch im Kabinett von Freudel Stuart, der das Amt des Premierministers nach Thompsons Tod übernommen hatte. 
Im Rahmen einer Kabinettsumbildung wurde er im Juni 2011 von Premierminister Stuart zum Minister für Umwelt und Entwässerung (Minister of the Environment and Drainage) und in diesem Ministeramt am 28. Februar 2013 nach dem erneuten Sieg der DLP bei den Wahlen vom 21. Februar 2013 bestätigt. Die bis Juni 2011 in seinem Ressort liegende Zuständigkeit für Wasserressourcen wurde vom Minister für Landwirtschaft, Ernährung, Fischerei und Verwaltung der Wasserressourcen David Estwick übernommen. Er blieb Minister bis zur Regierungsablösung im Mai 2018.